# 極限情挑
《極限情挑》，是美國女歌手布蘭妮·斯皮爾斯的一首歌曲，收录于她的第7张录音室专辑《蛇蠍美人》中。

## 背景与发行
《极限情挑》由马克斯·马丁、卢卡博士、告示牌共同创作和制作，邦妮·麦琪亦额外参与了歌曲的创作。在歌曲创作之后，卢卡和马丁决定将歌曲留给凯蒂·佩里演唱，但是他们之后决定称“歌曲肯定不是凯蒂·佩里可以录制的东西。”之后，两人便继续与告示牌工作；卢卡称自己希望制作一个不同于自己以往风格的作品。歌曲发行前曾在网上有谣传版本的歌词，随后卢卡便发推否认了网络上谣传的歌词真实性。有新闻曾报道称《极限情挑》将于2011年1月7日首播，然而布兰妮的经纪人亚当·莱伯否认了这个说法。2011年1月6日，歌曲由麦琪演唱的样本被上传至了网络，布兰妮亦于同日上传了歌曲的单曲封面，并在推特称：“听说我新单的早期样本被传上网了。如果你觉得它很棒，等到周二听听真正的版本吧。”
2011年1月10日，瑞安·西克雷斯特在其官方网站首播了歌曲，随后亦在其电台节目On Air with Ryan Seacrest播出了歌曲。布兰妮发推称：“不要因为它释出太早而责备我。我实在等不下去了。希望你们不要介意……”因过多人搜索歌曲收听电台首播，许多站点堵塞。《极限情挑》于美国东部时间00:00正式上架于美国和加拿大上架iTunes Store。歌曲原定于2011年2月20日在英国发行单曲，但因为听众强烈的需求，发行日期提前到了2011年1月17日。

## 作曲与乐评

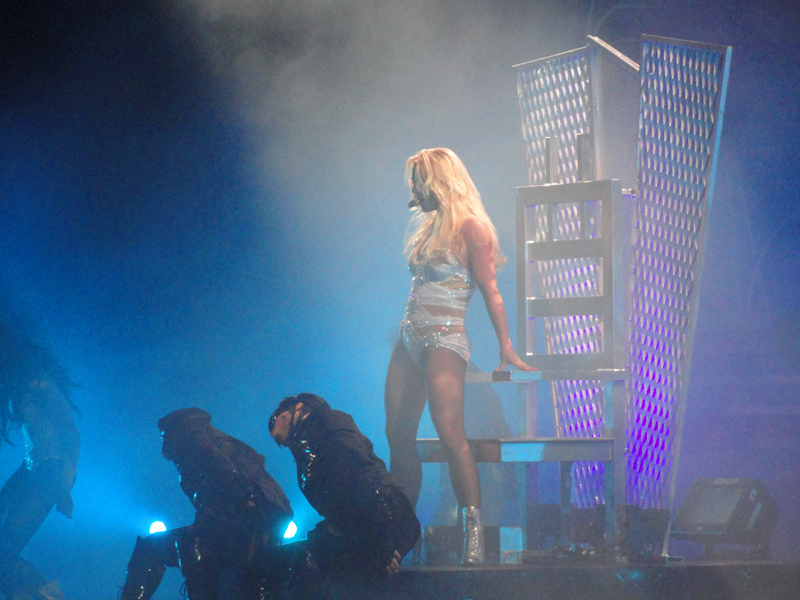
布兰妮于蛇蝎美人巡回演唱会表演《极限情挑》。

《极限情挑》时长3分49秒。歌曲是一首受到工业摇滚和出神节拍和污垢风格影响的流行舞曲。布兰妮在歌曲中的声音被描述为“稍有修饰”但没有大量修饰。歌曲发行后收获了乐评的大量好评。

## 榜单表现
歌曲在美国释出后的第一天即成为当日电台播放最多的歌曲。歌曲以3,866次播放打破了Mediabase电台单周最大增幅记录。《告示牌》曾报道称因歌曲的高媒体播放和高销量，歌曲很可能首周就夺得《告示牌》百强单曲榜冠军，首周可能超过40万份销量。2011年1月29日，歌曲如预期般空降《告示牌》百强单曲榜冠军，使布兰妮成为拥有空降冠军单曲第2多的艺人（2首），仅次于玛丽亚·凯莉（3首）。歌曲也是《告示牌》历史上第18支空降的冠军单曲，也是布兰妮在美国的第4支冠单。继麦当娜和珍妮·杰克逊之后，这首歌曲还让布兰妮成为第3个在3个年代都拥有美国冠军单曲的女艺人，也是第7个在3个年代都拥有美国冠军单曲的艺人。
《极限情挑》首周亦以411,000份销量空降美国热门数字单曲榜，打破了泰勒·斯威夫特歌曲《宛若童话》（Today Was a Fairytale）先前创下的女艺人首周销量最高的单曲记录。然而之后，斯威夫特以2012年的单曲《絕對絕對分定了》（We Are Never Ever Getting Back Together）的首周623,000次下载夺回了记录。当周亦成为布兰妮数字单曲销量最高的一周，亦是数字音乐史上销量第5高的单曲释出首周。7周之内，《极限情挑》获得了累计超过100万次下载，成为布兰妮第8支超过100万次数字下载的单曲.《极限情挑》首周亦在《告示牌》流行单曲榜以4,071次播放空降榜单第16名，和麦当娜1998年歌曲《冷若冰霜》（Frozen）并列成为流行榜第2大空降，仅次于玛丽亚·凯莉的《梦中情人》（Dreamlover）。次周，歌曲上升至流行榜第10，成为第7支仅用两周就进入流行榜前十的歌曲，也是6年来第1支获得此殊荣的歌曲。在电台榜单，《极限情挑》以首周4500万次听众反响空降榜单第23名，是继凯莉歌曲《零距离接触》（Touch My Body）后最大幅度的空降。截至2012年6月，《极限情挑》在美国已获得1,520,000次数字下载。
《极限情挑》在澳大利亚单曲榜空降第10，并在之后取得了第4的最高排位。这首歌曲成为了布兰妮在澳大利亚第11支进入榜单前5名的歌曲，也是布兰妮在澳大利亚最高排位第9高的歌曲。歌曲累计在榜12周，并被澳大利亚唱片业协会以70,000销售单元认证为白金唱片。2011年1月17日，歌曲空降新西兰单曲榜冠军，成为布兰妮在新西兰第4支冠军单曲。然而，歌曲仅仅在榜8周。2011年1月13日，歌曲空降爱尔兰单曲榜第6名，并在之后取得了第5的最高排位。歌曲亦在加拿大百强单曲榜空降冠军，成为加拿大历史上第6支空降冠军单曲。歌曲亦以37,000份数字销量空降加拿大数字单曲榜，成为首周销量最高的单曲，也是仅次于黑眼豆豆歌曲《美好時刻》（The Time (Dirty Bit)）单周销量最高的单曲。歌曲在加拿大百强流媒体榜单空降第11名，成为继麥可·布雷歌曲"Haven't Met You Yet"后最大幅度空降。歌曲亦在Top 40/CHR流媒体榜空降第12名，是近五年来继麦当娜歌曲《4分鐘》（4 Minutes）之后最大幅度的空降。歌曲在英国作为单曲发行之后空降英國排行榜第6名，成为布兰妮第21支进入榜单前10的歌曲。然而，这首歌曲成为了布兰妮录音室专辑排行最低的首支主打单曲[后被《恶女向前冲》（Work Bitch）刷新]。在欧洲，歌曲在比利时瓦隆尼亚地区、丹麦和芬兰取得了冠军；在比利时法兰德斯地区、意大利和挪威取得了亚军；在西班牙取得了第6名；在瑞士取得了第7名；在奥地利、捷克和荷兰亦进入了前20名。

## 音乐录像带

### 背景与发展
《极限情挑》的音乐录像带于2011年1月22日和1月23日拍摄。音乐录像带由乔纳斯·阿克伦德导演，布赖恩·弗里德曼担任了音乐录像带的编舞。布兰妮的经纪人拉里·鲁道夫称自己看过麦当娜《光芒万丈》（Ray of Light）后已成为阿克伦德作品的狂热粉丝，但因为各种原因，阿克伦德一直没有和布兰妮的团队合作。其后布兰妮和阿克伦德很快便开始探讨音乐录像带的事情。音乐录像带伴舞的海选亦于2010年12月22日展开。
2011年1月22日，布兰妮发推称拍摄音乐录像带是“一个难以置信的经历”，并称这个音乐录像带是“自己做过的最棒的音乐录像带之一。”2011年2月2日，TMZ.com称因布兰妮未排练充分，阿克伦德计划为音乐录像带寻找布兰妮的替身。然而布兰妮的代理和阿克伦德均否认了这件事情，阿克伦德称：“（布兰妮）在整个过程都很不错。”随后经纪人拉里·鲁道夫承认了替身的使用，但称替身只用于布兰妮与自己打斗的镜头，此镜头由史蒂文·何设计。
乔纳斯的太太B. 阿克伦德为影片的造型设计。在音乐录像带发行后，布兰妮因索尼、Make Up For Ever和PlentyOfFish的广告植入获得了50万美元收入。

### 概要

布兰妮在金属房内喷洒颜料是对麦当娜《枕邊故事》（Bedtime Story）音乐录像带的致敬。

音乐录像带的概念为布兰妮成名、堕落和隆重回归的经历。影片开始时，巨大的陨石从天而降，全城通电象征着布兰妮90年代末职业生涯的开端，一夜成名家喻户晓。之后黑白点缀的荧屏下布兰妮出现，“Britney Spears”与“Hold It Against Me”字样以受威豹乐队风格影响的字体出现在荧屏上。之后的镜头中，布兰妮在摄影棚身穿短裤，露出上腹部，穿白色衣服的伴舞在布兰妮周围打扮。布兰妮和伴舞们被照相机和灯光环绕，象征着布兰妮开始被媒体关注。在第一段副歌开始演唱之后，布兰妮挂着细线穿着白色婚纱出现在一个圆柱形金属屋内。这些未来派的布景和飘动的婚纱是对麦当娜《枕邊故事》（Bedtime Story）音乐录像带的致敬。紧接着，布兰妮在圆柱形屋内上升，被自己出道时的音乐录像带环绕，象征自己在音乐圈内事业蒸蒸日上[亦有说法称此镜头影射了电影《我不能死》（Logan's run）]。当歌曲的第二段开始时，布兰妮身穿耀眼的红色舟状头护肩，四周环绕着麦克风。
布兰妮在舞台跳舞、用麦克风演唱和一个红唇的镜头混合画面参考了1975年电影《洛基恐怖舞会》（The Rocky Horror Picture Show），象征着布兰妮被媒体妖魔化。其后布兰妮通过静脉向四周喷洒颜料，污染房间和监视器的镜头象征着布兰妮开始自我毁灭。之后，两个同样身穿带流动裙裾红蓝色裙子的布兰妮互相打斗，象征着布兰妮低谷时期战胜自己的心魔。打斗之后，两个布兰妮一起跌到地面，象征着布兰妮生活来到了最低谷。接着，一个版本的布兰妮清醒起来，重新站立并隆重回归。来到最后的镜头，布兰妮身穿短黑裙和伴舞重回舞台，五彩纸屑和闪耀的烟火洒满屏幕，象征着布兰妮成功度过低谷期难关，隆重回归。结尾荧屏出现了一个多彩的问号（？），象征着布兰妮的未来是未知的。

### 发行

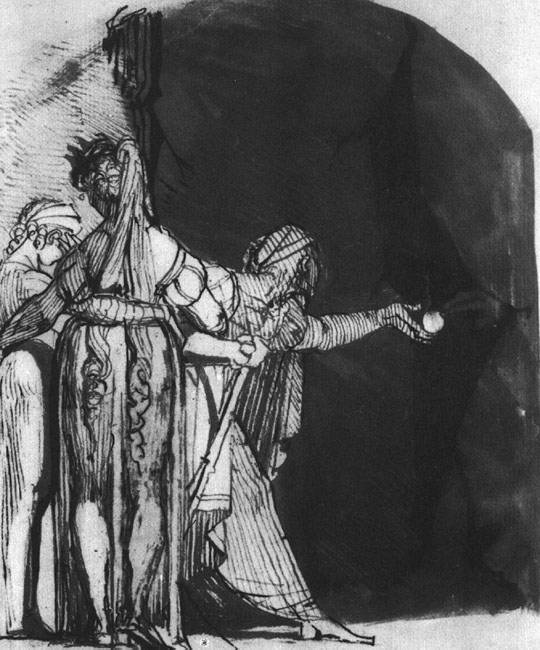
在金属环绕的房间内戴罩盖的舞者被评论与格赖埃（是希腊神话中共用一只眼睛和一颗牙齿的三姐妹）进行比较。

2011年2月4日，布兰妮发推称14天后将会释出音乐录像带的宣传片。第一个宣传片中，布兰妮身穿流动的长袍，被电视屏幕环绕，相机对准布兰妮的脸，闪光灯四处闪烁。在另一个宣传片中，布兰妮在男伴舞中间穿着红色衣服，被播放着布兰妮早期音乐录像带的电视环绕。2011年2月6日，布兰妮发推称：“看看#HIAM的新画面。能够和你们分享真是太太太开心了。”音乐录像带于美国东部时间2011年2月17日21:55（美国西部时间次日2:55）在MTV首播。

## 现场表演

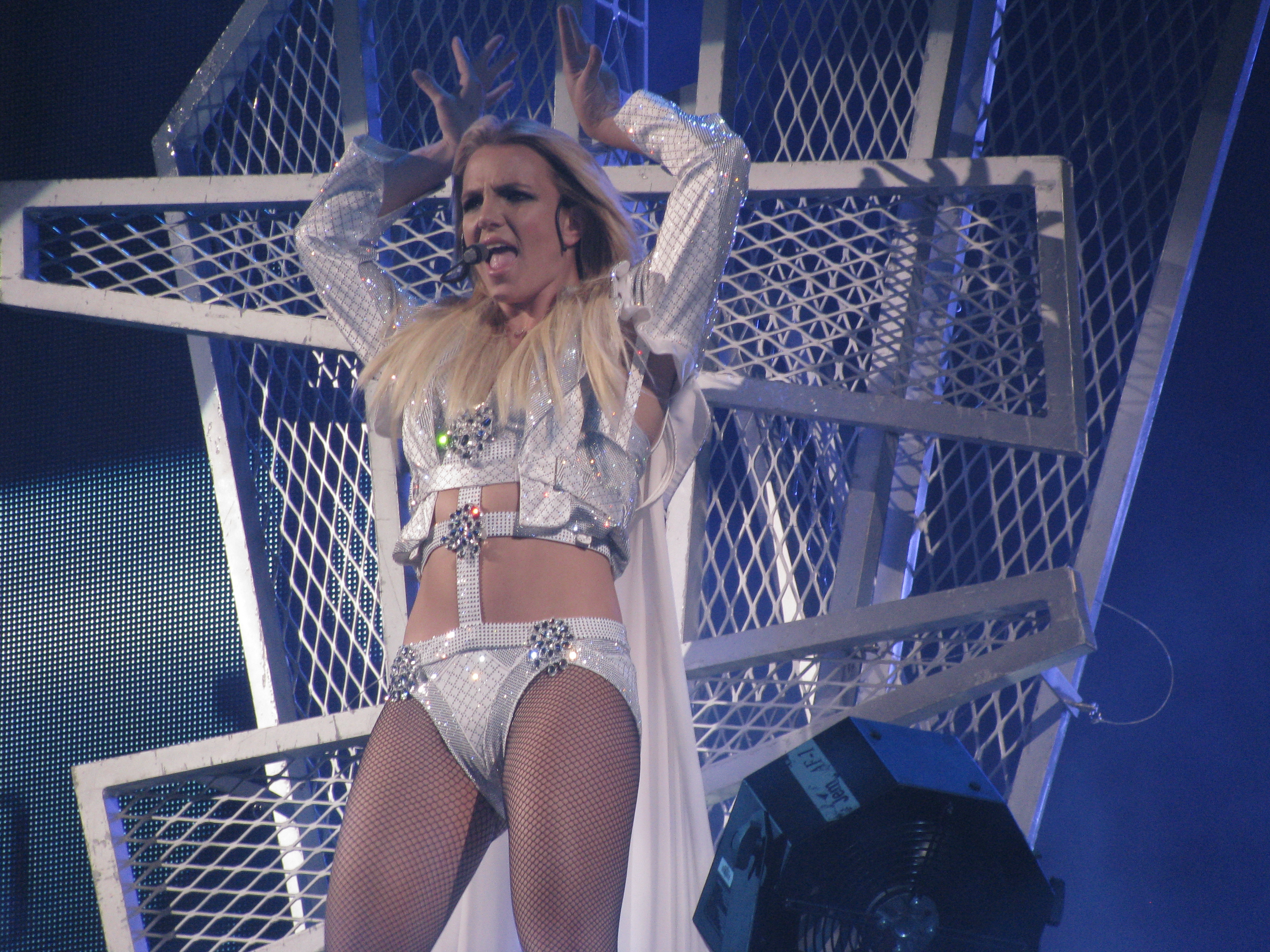
斯皮爾斯在蛇蠍美人巡演中表演“Hold It Against Me”2011 年 3 月 25 日

布兰妮于2011年3月25日在棕榈赌场度假大酒店的雨夜店首次现场表演了歌曲。布兰妮在舞台中身穿用小金属片装饰的衣服和男伴舞一起表演了本歌曲。除此以外，布兰妮在这次表演亦演唱了《蛇蝎美人》的其它两首歌曲，包括《诱人男声》（Big Fat Bass）和《舞到世界尽头》（Till the World Ends）。布兰妮亦于2011年3月27日在比尔·格雷厄姆市政礼堂录制了歌曲的现场表演，其后于2011年3月29日在《早安美国》播出。同日，布兰妮在《吉米·坎摩尔直播秀》表演了《极限情挑》、《诱人男声》和《舞到世界尽头》三首歌曲。歌曲为2011年蛇蝎美人巡回演唱会的表演曲目之一。在蛇蝎美人巡回演唱会中，当霓虹灯效果的“Femme Fatale”字样从舞台升起之后，一部开场影片介绍在荧幕中播放，荧幕中布兰妮在连环追踪之后被捕，当布兰妮说道：“我没那么天真”[I'm not that innocent，布兰妮歌曲《爱的再告白》（Oops!... I Did It Again）的一句歌词]之后，屏幕分开，布兰妮身穿银色衣服从屏幕之后走出来站在一个金属结构上开始表演《极限情挑》。《西雅图时报》的安德鲁·马特森称《极限情挑》的表演“使巡演的步伐性感而热烈。”

## 翻唱版本
美国歌手米格尔曾翻唱《极限情挑》。英国歌手泰欧·克鲁斯亦翻唱了歌曲，并在其中加入了R&B的元素。美国海军陆战队队员空军中队机手在阿富汗基地以对嘴形式翻唱了歌曲，并将视频上传至了YouTube。布兰妮在自己的推特上评论这个视频称：“我真的爱上了这个……我一直知道我们的士兵是很英勇的！感谢你们做的一切。”美国流行乐队魔法少女席琳娜于2011年我們擁有夜晚巡迴演唱會致敬布兰妮环节中表演了歌曲。2012年，《欢乐合唱团》在《Britney 2.0》一集中布里特妮·皮尔斯 （海瑟·莫里斯饰）在剧中翻唱了歌曲。

## 曲目列表
| - 数字下载 1. "Hold It Against Me" — 3:49 - 数字下载 （迷你唱片） 1. "Hold It Against Me" — 3:49 2. "Hold It Against Me" (Jumpsmokers) [Club Remix] — 6:02 3. "Hold It Against Me" (Funk Generation) [Radio Remix] — 3:48 4. "Hold It Against Me" (Video) — 4:28 - CD单曲 1. "Hold It Against Me" (Main Version) — 3:49 2. "Hold It Against Me" (Instrumental) — 3:49 | - 数字下载 （混音） 1. "Hold It Against Me" (Adrian Lux & Nause) [Radio] — 3:05 2. "Hold It Against Me" (Jumpsmokers) [Club] — 6:02 3. "Hold It Against Me" (Ocelot) [Club] — 6:14 4. "Hold It Against Me" (Smoke 'N Mirrors) [Club] — 7:41 5. "Hold It Against Me" (Funk Generation) [Radio] — 3:48 6. "Hold It Against Me" (Tracy Young Ferosh Anthem Mix) [Full Club] — 8:38 7. "Hold It Against Me" (Abe Clements) [Radio] — 4:02 |

## 銷售榜單
| 榜單 （2011年）                      | 最高 排位 |
| ------------------------------------ | --------- |
| 澳大利亚（澳大利亚唱片业协会單曲榜） | 4         |
| 奥地利（Ö3四十强单曲榜）             | 16        |
| 比利时佛兰德（Ultratop五十强单曲榜） | 2         |
| 比利时瓦隆（Ultratop五十强单曲榜）   | 1         |
| 巴西 (Billboard Hot 100)             | 35        |
| 巴西 (Billboard Hot Pop Songs)       | 12        |
| 加拿大 (Canadian Hot 100)            | 1         |
| 克罗地亚 (Airplay Radio Chart)       | 6         |
| 捷克（電台百強單曲榜）               | 17        |
| 丹麥（Hitlisten单曲榜）              | 1         |
| 芬兰（芬蘭官方單曲榜）               | 1         |
| 法国（法國唱片出版業公會單曲榜）     | 31        |
| 德国（德國官方單曲榜）               | 23        |
| 匈牙利（四十强电台榜）               | 33        |
| 愛爾蘭（愛爾蘭唱片音樂協會单曲榜）   | 5         |
| 以色列（媒体森林电台榜）             | 7         |
| 意大利 (FIMI)                        | 2         |
| 日本（Japan Hot 100）                | 8         |
| 卢森堡 (Luxembourg Digital Songs)    | 8         |
| 荷兰（百强单曲榜）                   | 20        |
| 新西兰（新西兰唱片音乐协会单曲榜）   | 1         |
| 挪威（世道單曲榜）                   | 2         |
| 波兰 (Polish Singles Chart)          | 4         |
| 蘇格蘭（官方榜单公司單曲榜）         | 4         |
| 斯洛伐克（電台百強單曲榜）           | 3         |
| 韩国 (GAON) (International Chart)    | 1         |
| 西班牙（西班牙音樂製作協會）         | 6         |
| 瑞士（瑞士热门音乐榜）               | 7         |
| 瑞典（瑞典最熱榜）                   | 9         |
| 英國（官方榜单公司單曲榜）           | 6         |
| 美国（《告示牌》百大單曲榜）         | 1         |
| 美國（《告示牌》Adult Pop Airplay）  | 23        |
| 美国 (Billboard Dance Airplay)       | 1         |
| 美國（《告示牌》Dance Club Songs）   | 1         |
| 美國（《告示牌》Pop Airplay）        | 3         |
| 美國（《告示牌》Rhythmic Songs）     | 14        |

| 榜單 （2011年）                  | 最高 排位 |
| -------------------------------- | --------- |
| 澳大利亚单曲榜                   | 97        |
| 比利时单曲榜 （法兰德斯）        | 93        |
| 比利时单曲榜 （瓦隆尼亚）        | 81        |
| 加拿大百强单曲榜                 | 50        |
| 克罗地亚串流电台榜               | 88        |
| 日本百强单曲榜                   | 75        |
| 瑞典单曲榜                       | 96        |
| 英国单曲榜                       | 136       |
| 美国《告示牌》百强单曲榜         | 60        |
| 美国《告示牌》热门夜店舞曲单曲榜 | 34        |
| 美国《告示牌》流行单曲榜         | 40        |

### 销售认证
| 地區                           | 认证    | 认证单位/销量               |
| ------------------------------ | ------- | --------------------------- |
| 澳大利亚（澳大利亚唱片业协会） | 白金    | 70,000^                     |
| 墨西哥（墨西哥音像製品協會）   |         | 30,000*                     |
| 新西兰（新西兰唱片音乐协会）   | 金      | 7,500*                      |
| 韩国                           |         | 672,356（仅统计2011年销量） |
| 瑞典（瑞典唱片業協會）         | 2× 白金 | 80,000‡                     |
| ^僅含認證的出貨量              |         |                             |

## 廣播及銷售地區與時程
| 地區   | 日期          | 形式             | 廠牌         |
| ------ | ------------- | ---------------- | ------------ |
| 美國   | 2011年1月10日 | 廣播             | Jive唱片     |
| 澳洲   | 2011年1月11日 | 數位音樂下載     | Jive唱片     |
| 加拿大 | 2011年1月11日 | 數位音樂下載     | Jive唱片     |
| 丹麥   | 2011年1月11日 | 數位音樂下載     | Jive唱片     |
| 芬蘭   | 2011年1月11日 | 數位音樂下載     | Jive唱片     |
| 法國   | 2011年1月11日 | 數位音樂下載     | Jive唱片     |
| 希臘   | 2011年1月11日 | 數位音樂下載     | Jive唱片     |
| 義大利 | 2011年1月11日 | 數位音樂下載     | Jive唱片     |
| 愛爾蘭 | 2011年1月11日 | 數位音樂下載     | Jive唱片     |
| 墨西哥 | 2011年1月11日 | 數位音樂下載     | Jive唱片     |
| 紐西蘭 | 2011年1月11日 | 數位音樂下載     | Jive唱片     |
| 挪威   | 2011年1月11日 | 數位音樂下載     | Jive唱片     |
| 葡萄牙 | 2011年1月11日 | 數位音樂下載     | Jive唱片     |
| 西班牙 | 2011年1月11日 | 數位音樂下載     | Jive唱片     |
| 瑞典   | 2011年1月11日 | 數位音樂下載     | Jive唱片     |
| 瑞士   | 2011年1月11日 | 數位音樂下載     | Jive唱片     |
| 荷蘭   | 2011年1月11日 | 數位音樂下載     | Jive唱片     |
| 美國   | 2011年1月11日 | 數位音樂下載     | Jive唱片     |
| 波蘭   | 2011年1月12日 | 數位音樂下載     | Jive唱片     |
| 巴西   | 2011年1月12日 | 數位音樂下載     | Jive唱片     |
| 英國   | 2011年1月17日 | 數位音樂下載     | RCA唱片      |
| 美國   | 2011年1月18日 | 主流媒體廣播串流 | Jive唱片     |
| 德國   | 2011年2月11日 | 數位音樂下載     | Jive唱片     |
| 德國   | 2011年2月18日 | CD单曲           | Jive唱片     |
| 英國   | 2011年3月1日  | CD单曲           | RCA唱片      |
| 香港   | 2011年3月25日 | CD单曲           | 哥伦比亚唱片 |

## 注解
1. ↑  原文：#HOLDITAGAINSTME，“hold it against me”本意为因某事责备我，这里使用了双关的手法。